# O mój rozmarynie
O mój rozmarynie – jedna z najpopularniejszych polskich pieśni wojskowych z czasów I wojny światowej i wojny polsko-bolszewickiej, znana także pod tytułem Rozmaryn.

## Pierwowzór
Pierwowzorem pieśni była prawdopodobnie, znana już od czasów kampanii napoleońskiej, ludowa piosenka Koło ogródeczka woda ciekła, a dokładniej jej 2 i 3 zwrotka zapisane przez Oskara Kolberga w formie:
A choćby mi rzekła, nie boję się,
werbują ułany,
werbuję i ja się.
Dostanę ja mondur z guzikami
i buciki ładne
da i z ostrogami.

## Historia
Michał Sokolnicki, w swych wspomnieniach napisał, że jeden z członków kompanii krakowskiego Strzelca, nauczył jej resztę oddziału, w trakcie marszu z Lanckorony do Krakowa, w dniu 14 kwietnia 1913.

Nie wiem, skąd ją przyniósł, z jakiej tradycji wydostał młodzieniec, który maszerował wówczas w naszej pierwszej czwórce. Swoim młodym, trochę jeszcze dziecinnym głosem zanucił ją nam z początku sam; monotonnie w takt ociężałego, nieskładnego marszu pochwyciły ją to i ówdzie żołnierskie głosy. [...] Należałem do tych, co prosili wciąż o jej powtarzanie, od innych więc śpiewów wracaliśmy do niej i w końcu jeszcze przed Krakowem umiała ją cała nasza kompania na pamięć i wybijała ciągle jej takt swym marszem. Tak przeszła ona potem do innych oddziałów, weszła do skarbu wojska, zaczęła swoją długą wędrówkę po szeregach chodzących po Polsce.

## Autorzy
W śpiewnikach pojawia się od roku 1915, po raz pierwszy wydrukowana została w zbiorze Żołnierskie piosenki obozowe Adama Zagórskiego. Dwie zwrotki dopisał Wacław Denhoff-Czarnocki, a jedna powstała w 4 Pułku Legionów, także w późniejszych czasach dopisywano nowe zwrotki. Jednak autorzy większości tekstu są anonimowi.
Autorem muzyki do pieśni, prawdopodobnie tym, który nauczył ją śpiewać resztę oddziału Strzelca, był Zygmunt Pomarański.

## Tekst
Rozmaryn jest w wierzeniach ludowych przedstawiany jako symbol miłości i wierności.
Pieśń występuje w kilku równoprawnych odmianach, różniących się między sobą ilością zwrotek, a także brzmieniem poszczególnych strof. Poniższy tekst jest jedną z dłuższych wersji.
O mój rozmarynie, rozwijaj się
Pójdę do dziewczyny, pójdę do jedynej
Zapytam się.
A jak mi odpowie – nie kocham cię,
Ułani werbują, strzelcy maszerują
Zaciągnę się.
Dadzą mi konika cisawego
I ostrą szabelkę, i ostrą szabelkę
Do boku mego.
Dadzą mi kabacik z wyłogami
I wysokie buty, i wysokie buty
Z ostrogami.
Dadzą mi uniform popielaty
Ażebym nie tęsknił, ażebym nie tęsknił
Do swej chaty.
Dadzą mi manierkę z gorzałczyną
Ażebym nie tęsknił, ażebym nie tęsknił
Za dziewczyną.
Dadzą mi szkaplerzyk z Matką Boską
Żeby mnie broniła, żeby mnie broniła
Tam pod Moskwą.
A kiedy już wyjdę na wiarusa
Pójdę do dziewczyny, pójdę do jedynej
Po całusa.
A kiedy mi odpowie – nie wydam się
Hej, tam kule świszczą i bagnety błyszczą,
Poświęcę się.
Powiodą z okopów na bagnety,
Bagnet mnie ukłuje, śmierć mnie pocałuje,
Ale nie ty.
A gdy mnie przyniosą z raną w boku,
Wtedy pożałujesz, wtedy pożałujesz
Z łezką w oku.
Na mojej mogile wyrośnie bez,
Nie chciałaś mnie kochać, nie chciałaś mnie kochać,
Nie roń teraz łez.
Za tę naszą ziemię skąpaną we krwi,
Za nasze kajdany, za nasze kajdany,
Za wylane łzy.